# 트루흐멘인
트루흐멘인(러시아어: Трухме́ны, 스타브로폴 트루흐멘인(Ставропольские туркмены), 자칭 투르크멘인(туркмен))은 스타브로폴 지방(투르크멘스키 군과 넵테쿰스키 군 북쪽) 북동쪽에 거주하고 있는 투르크멘족 인종지학적인 그룹이다. 트루흐멘의 조상들은 17세기말 —  18세기초에 투르크멘족 종족 초우도르(чоудор), 이그디르(игдыр)와 소유나지(союнаджи)로부터 분리되어 망기슐락 반도에서 이주했다.
트루흐멘인들의 언어는 투르크멘인의 유목지역을 접하고 있었던 유목지역에 의해 노가인인들의 언어의 눈에 띄는 영향으로 투르크멘어의 방언이다.
2002년 인구 조사시대에 트루흐멘인은 투르크멘인과 함께 고려될 수 있었다. 스타브로폴 지방에 투르크멘인 13,900명이 기록되게 되었다.

## 참고 자료
- Курбанов А. В. «Ставропольские туркмены. Историко-этнографические очерки.» СПб: Изд. отд. Языкового центра СПб ГУ, 1995.